# Sun WorkShop TeamWare
Sun WorkShop TeamWare (později Forte TeamWare, poté Forte Code Management Software) byl distribuovaný verzovací systém vytvořený společností Sun Microsystems. Poprvé byl ohlášen v listopadu 1992 jako SPARCworks/TeamWare a ProWorks/TeamWare, a od roku 1993 byl komerčně dostupný. Vývoj TeamWare byl ukončen, není již nabízen k prodeji a není součástí produktu Sun Studio. Naposledy byl dostupný do června 2003 jako část aktualizace Forte Developer 6 update 2 produktu Oracle Solaris Studio.
Největší nasazení TeamWare bylo v samotné společnosti Sun, kde (až na několik výjimek) v jednu chvíli byl TeamWare jediným používaným verzovacím systémem. TeamWare se používal ke správě největších zdrojových stromů ve společnosti Sun, včetně stromů pro operační systém Solaris a programovací jazyk Java. V rámci přesunu těchto projektů do komunity softwaru s otevřeným zdrojovým textem však byly převedeny na novější verzovací systémy, např. Mercurial.
TeamWare se vyznačuje několika pokročilými vlastnostmi, které starší verzovací systémy jako RCS a CVS nemají. Především má hierarchii zdrojových repozitářů a umožňuje atomické aktualizace několika souborů, což je vlastnost, kterou se vyznačují novější verzovací systémy, např. Subversion a Perforce. TeamWare umožňuje distribuovaný vývoj kopírováním jednoho repozitáře do jiného, který může být umístěn na jiném stroji nebo síti. Vývojáři mohou provádět změny do místní kopie repozitáře a pravidelně integrovat změny nahromaděné v místním repozitáři zpět do původního repozitáře.
TeamWare je implementováno jako vrstva nad starším verzovacím systémem SCCS, který umožňuje sledování změn pouze jednotlivých souborů. TeamWare pracuje pouze se systémem souborů, ke kterým přistupují klientské programy (komunikují bez serveru) a většina distribuovaných uživatelů repozitáře k němu přistupuje přes síťový systém souborů, např. NFS.
Vedoucím architektem TeamWare byl Evan Adams. Za předchůdce TeamWare je považován nástroj na slučování SCCS souborů smoosh, který navrhl Glenn Skinner[chybí lepší zdroj]
a naprogramoval Larry McVoy.
Řadu koncepcí s dřívějším TeamWare sdílí verzovací systém BitKeeper, který navrhl McVoy.